# Shangri-La Bosphorus
Shangri-La Bosphorus is een hotel in het Turkse district Beşiktaş (provincie Istanbul), aan de Bosporus. Dit gebouw, dat van oorsprong uit 1929 dateert en als industrieel historisch monument een beschermde status geniet, is met een dakhoogte van 27 meter het hoogste gebouw aan de Bosporus.

## Geschiedenis
Het oorspronkelijke gebouw was een tabakopslagplaats uit 1929, de beginperiode van de Turkse republiek. Nadat het nog enkele jaren als televisiefabriek van Grundig gefunctioneerd had, stond het vanaf 1980 enkele jaren leeg.
In 1985 kreeg dit door Victor Adaman in neoklassieke stijl ontworpen gebouw de status van industrieel historisch monument.
Nadat het toen nog zogenaamde "Astro Turks Tabak-opslagplaats" tot in detail was gedocumenteerd, begonnen in 2008 onder leiding van architect Turgut Toydemir de restauratiewerkzaamheden voor het ombouwen van dit monument tot een luxe hotel voor de Hongkongse Shangri-La Hotels en Resorts-keten.
Een nadrukkelijke voorwaarde van deze restauratiewerkzaamheden was dat de oorspronkelijke gevels van het gebouw tot in detail herbouwd zouden worden. Dit was een grote uitdaging voor de architect, die uiteindelijk het uitgebreide programma van eisen van Shangri-La in het gebouw wist te verwerken door in totaal zeven verdiepingen en 24 meter onder zeeniveau te gaan en zeven verdiepingen in de huls van de voormalige opslagplaats te ontwerpen. Aan de rand van de Bosporus was het bouwen op grote diepte een uitdaging omdat het gepaard ging met de enorme druk van het zeewater aldaar. Om die reden werd de in Turkije zeer ongebruikelijke Top-down-methode toegepast.

## Huidige situatie
Shangri-La Bosporus is in 2013 als hotel geopend. Hoewel het geadverteerd wordt als een zevensterrenhotel, is het officieel een vijfsterrenhotel. Het bevat 187 kamers en is gevuld met veel Europese en Aziatische kunst. Hieronder bevindt zich onder meer de enorme kroonluchter in de lobby, een verwijzing naar het glamour van het naastliggende Dolmabahçepaleis, welke een van de grootste kroonluchters ter wereld huist. De lobby bevat tevens de "Tuin met perzikenbloesems", een 18 meter lang schilderij op zijde.